# Gestore dell'infrastruttura

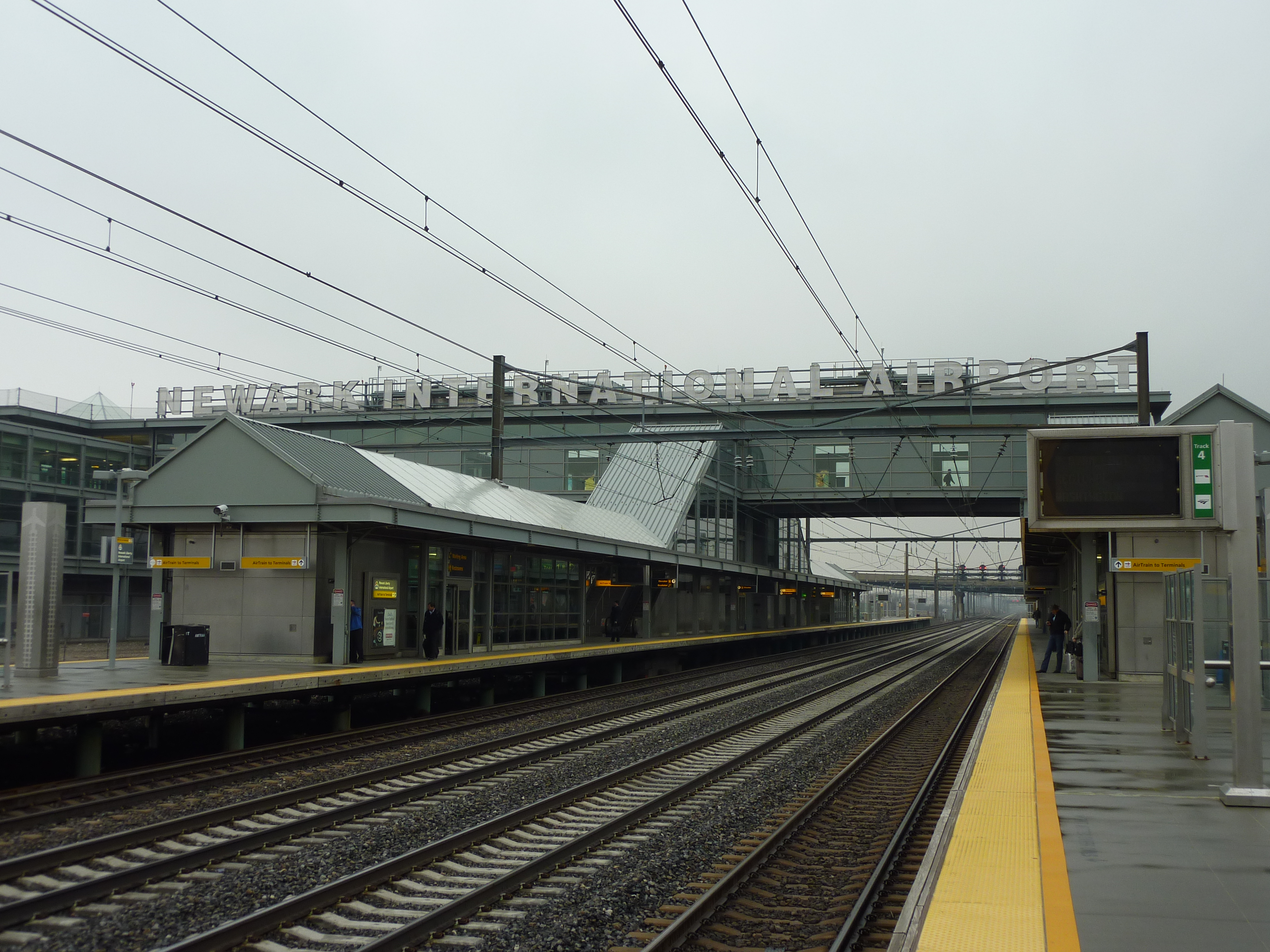
Gestione del traffico: stazione ferroviaria dell'Aeroporto Internazionale di Newark

Un gestore dell'infrastruttura è definito, in Europa, come qualsiasi impresa a statuto privato o pubblico responsabile per la costruzione e la manutenzione dell'infrastruttura ferroviaria o di parte di essa; tale definizione è di generale utilizzo negli ordinamenti amministrativi di tutti gli stati che possiedono sistemi ferroviari.
In generale, a prescindere dalla proprietà dell'infrastruttura ferroviaria, il gestore della stessa è una società incaricata del suo mantenimento in efficienza nonché del controllo del traffico e della gestione dei sistemi di sicurezza.

## Quadro normativo
La necessità di introdurre il concetto di gestore dell'infrastruttura deriva dalla necessità individuata in Europa alla fine degli anni ottanta di separare i processi di mantenimento e gestione dell'infrastruttura ferroviaria da quelli di esercizio del trasporto, al fine di favorire la concorrenza fra imprese. Tale orientamento si concretizzò con l'emissione della direttiva 91/440/CEE del Consiglio, del 29 luglio 1991.
La definizione ufficiale è inserita nella citata direttiva 91/440/CEE del Consiglio europeo, del 29 luglio 1991, relativa allo sviluppo delle ferrovie comunitarie, come modificata dalle direttive 2004/51/CE e 2007/58/CE, e direttiva 2001/14/CE del Parlamento europeo e del Consiglio, del 26 febbraio 2001, relativa alla ripartizione della capacità di infrastruttura ferroviaria e all'imposizione dei diritti per l'utilizzo dell'infrastruttura ferroviaria, come modificata dalle direttive 2004/49/CE e 2007/58/CE.
Una definizione analoga a quella adottata in Europa è utilizzata per regolare l'adesione all'UIC (Union internationale des chemins de fer) delle società di gestione dell'infrastruttura, e la stessa è ampiamente utilizzata nella documentazione ufficiale diffusa da tale federazione. Una definizione in lingua italiana è altresì formalizzata dall'Ufficio federale dei trasporti svizzero e in numerose legislazioni analoghe.

## Compiti e responsabilità

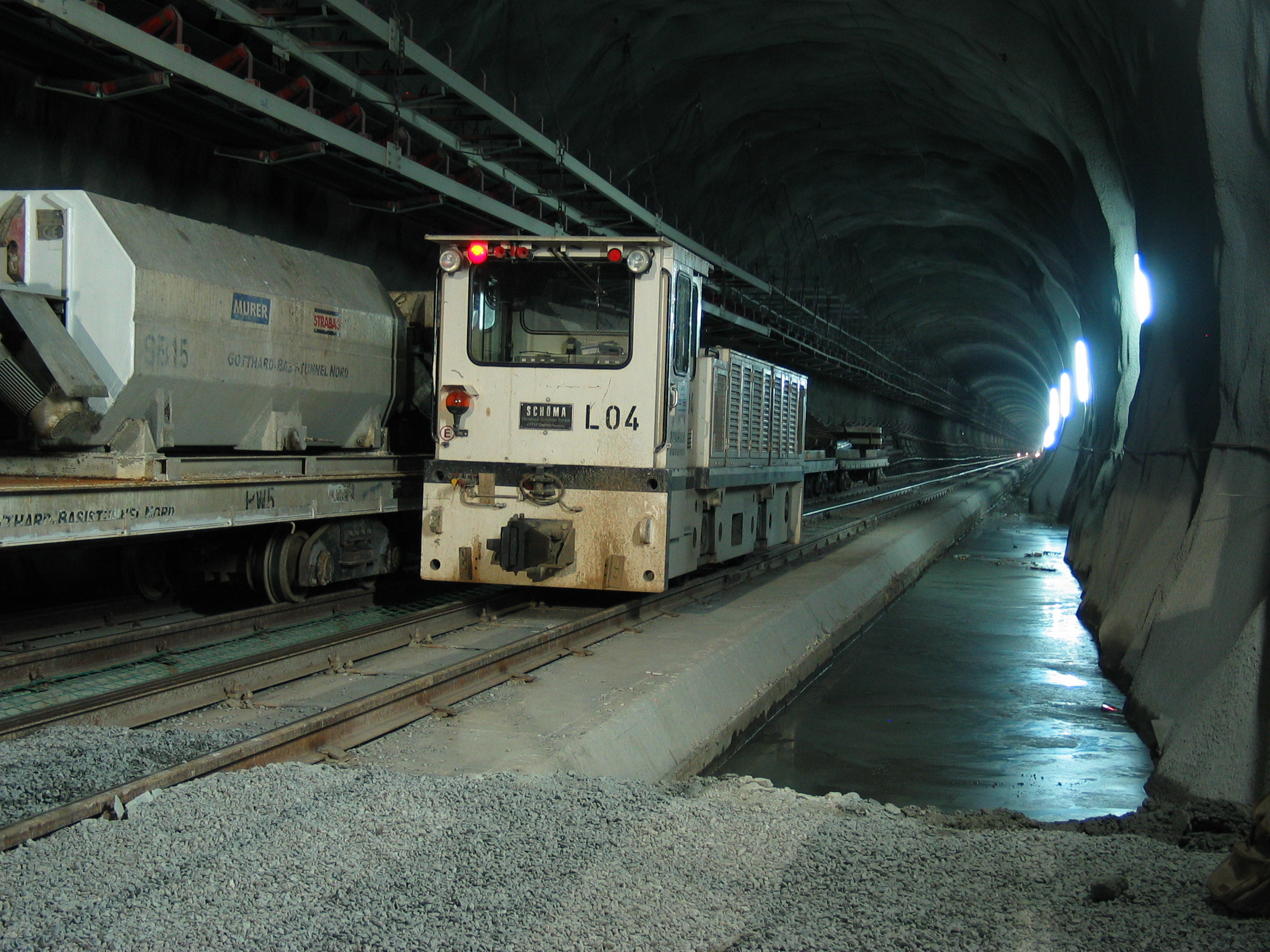
Costruzione di infrastrutture: cantiere della galleria di base del San Gottardo

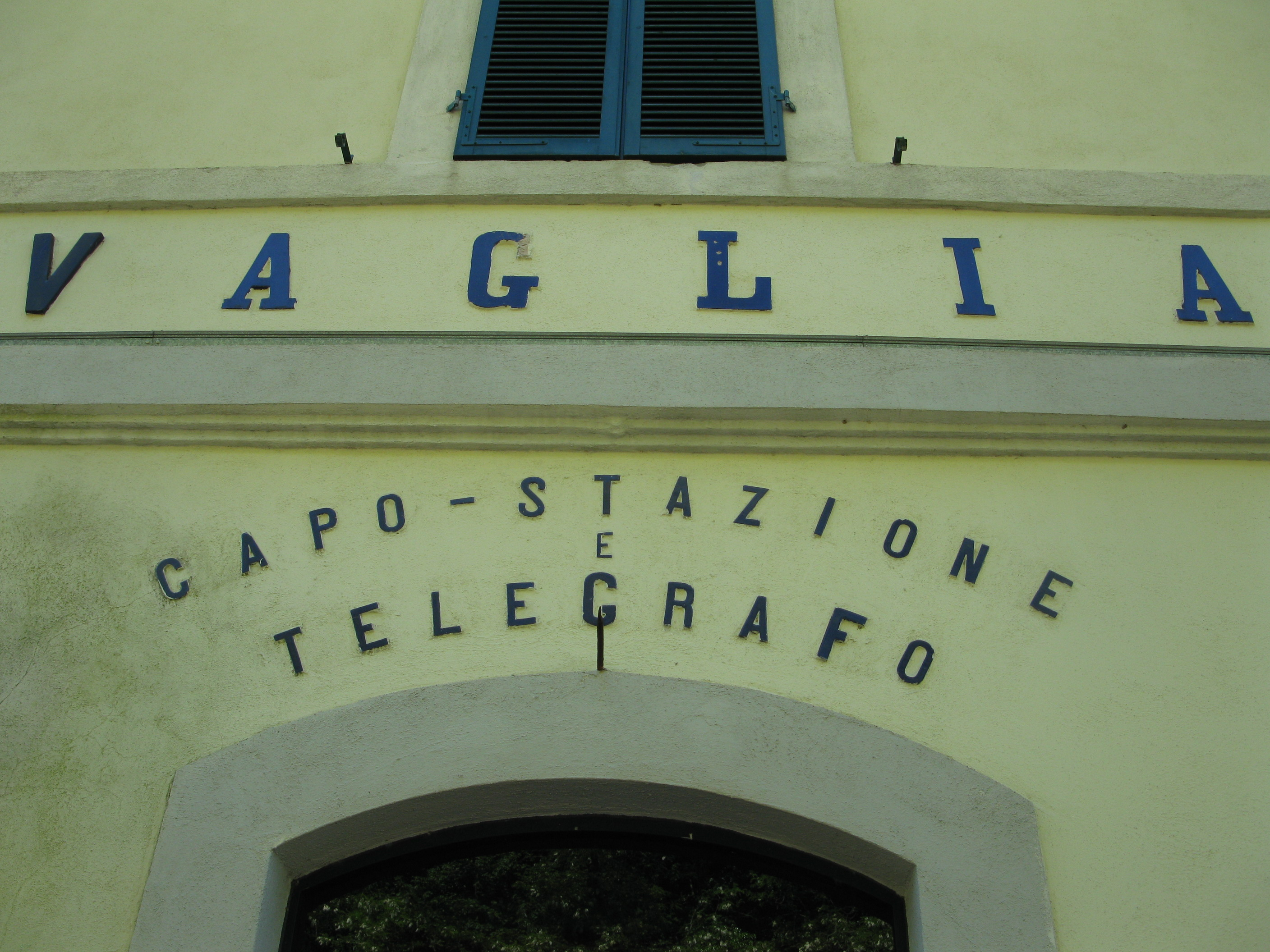
Gestione del traffico: particolare di un fabbricato viaggiatori italiano

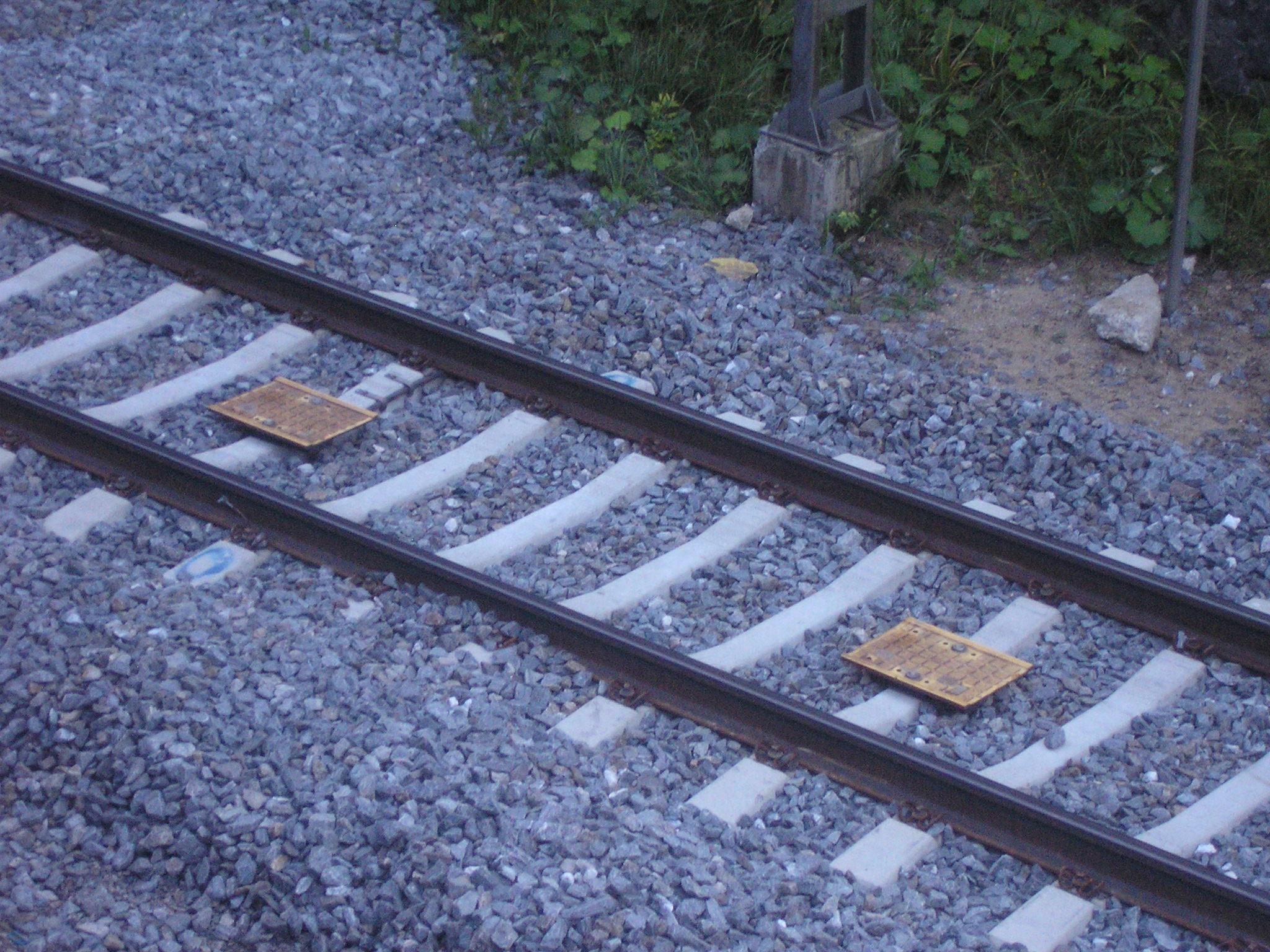
Gestione dei sistemi di segnalamento e sicurezza: boe di captazione in Finlandia

In accordo con le definizioni, il gestore dell'infrastruttura ha le seguenti responsabilità principali:
- costruzione di linee o tratte di linea secondo contratti di programma, concessioni o analoghi dispositivi giuridici contratti con i proprietari, generalmente enti pubblici (stati o enti territoriali);
- mantenimento in efficienza delle reti, mediante idonei sistemi di manutenzione preventiva (attuazione dei piani di manutenzione) e correttiva (riparazione di guasti e danneggiamenti);
- gestione del traffico ferroviario mediante l'utilizzo di sistemi di esercizio e personale dedicato;
- gestione dei sistemi di segnalamento e sicurezza, mediante l'utilizzo di idonee procedure e tecnologie;
- assegnazione delle tracce alle imprese ferroviarie e riscossione del canone di accesso all'infrastruttura secondo criteri di equità e libero accesso laddove è attuata la concorrenza fra imprese di trasporto.

Per svolgere tali funzioni i gestori dell'infrastruttura possono avvalersi di risorse proprie o, per alcune di esse, rivolgersi al mercato, come nel caso della conduzione di lavori sull'armamento ferroviario che sono generalmente affidati ad aziende esterne.
Per quanto concerne la funzione di gestione del traffico, gli interlocutori principali dei gestori dell'infrastruttura sono le imprese ferroviarie, che una volta composti i convogli (ricorrendo alle funzioni di "formazione" e "verifica" proprie di tali soggetti) e trasferiti gli stessi sui binari di competenza del gestore, provvedono ad assegnare a ciascuno di essi, che prende il nome di "treno", un numero identificativo associato all'itinerario che dovrà essere percorso.
A ciascuna rete o linea associata a un gestore dell'infrastruttura possono risultare connesse, oltre ad altre reti, anche raccordi o scali privati (terminal). Dell'infrastruttura stessa fanno invece parte integrante le stazioni passeggeri e gli scali merci.
Per la determinazione del canone di accesso, il pedaggio che ciascuna impresa ferroviaria deve corrispondere per la circolazione di propri treni sull'infrastruttura, ciascun gestore opera in conformità con le proprie direttive nazionali, generalmente pubblicando un documento-prospetto informativo che definisce le tariffe in funzione dei consumi reali o presunti di energia elettrica nel caso questa sia la forma di trazione utilizzata, la massa dei convogli e soprattutto gli orari richiesti e il tempo di permanenza nei nodi, così da gravare maggiormente sui servizi che impongono maggiori oneri di gestione e di manutenzione della rete.

## Storia
Dopo la nascita della prima ferrovia, avvenuta in Inghilterra nel 1825 con l'apertura della Stockton & Darlington Railway, la crescita del nuovo mezzo di trasporto fece parte integrante della rivoluzione industriale; la sua diffusione avvenne negli altri paesi europei e negli altri continenti, a partire dai possedimenti coloniali, inizialmente con capitali e tecnologie britanniche. Le società che investivano nel settore che ottenevano dai governi locali concessioni per l'utilizzo del suolo e lo svolgimento del servizio di trasporto; la costruzione delle ferrovie avvenne dunque prevalentemente con capitali privati, reperiti sul mercato anche attraverso l'emissione di obbligazioni, la cui remunerazione avveniva attraverso i proventi da traffico: questi erano in generale riscossi attraverso società concessionarie del servizio costituite all'uopo e che non necessariamente erano legate alla società di costruzione proprietaria della sede ferroviaria.
Con il diffondersi delle reti e, nel contempo, la minore remuneratività delle stesse derivante da mutamenti del quadro economico, in misura sempre maggiore la costruzione di linee ferroviarie fu promossa direttamente dagli stati, con ricorso a capitali pubblici, e durante il XX secolo in molti di essi si arrivò a nazionalizzare in tutto o in parte i sistemi ferroviari. In Europa, ad esempio, furono nazionalizzate sia le principali reti ferroviarie che le imprese di trasporto, sovente unificate in imprese a carattere nazionale, pur persistendo operatori privati a livello sia locale (un esempio è costituito dall'italiana Ferrotramviaria), sia internazionale (come nel caso della Compagnie Internationale des Wagons-Lits). Negli Stati Uniti d'America il settore pubblico si è occupato prevalentemente di servizi passeggeri, con la costituzione dell'Amtrak, mentre in Europa sono comunque sopravvissute reti non "nazionali" come nel caso della austro-ungarica GySEV.
Al fine di contrastare la tendenza, registrata in tutto il mondo, di progressivo declino del trasporto ferroviario che si registrava nonostante alcuni successi nel campo del trasporto pendolare, nel centro Europa e in Giappone, e in quello dell'alta velocità in quest'ultimo stato e in Francia, a partire dall'Europa è stata intrapresa un'azione di graduale riapertura al mercato, che portò nel 1991 all'emanazione da parte dell'allora Comunità Economica Europea di una direttiva, la n. 440, che mirava ad una separazione contabile tra società di gestione delle infrastrutture e società di esercizio. Tale separazione, avvenuta non solo negli stati membri dell'Unione europea, ha peraltro portato a contenziosi da parte delle nuove società di trasporto che si sono nel frattempo affacciate nel mercato, imponendo in diversi casi una separazione più netta fra gestori dell'infrastruttura e imprese ferroviarie ex monopoliste, o la devoluzione di alcune funzioni ad altri enti terzi. Approcci diversi alla separazione hanno in ogni caso prodotto risultati eterogenei, alcuni dei quali contraddistinti da un effetto positivo in termini di sviluppo competitivo delle ferrovie, altri con conseguenze "più sottotono".
Alcune infrastrutture, segnatamente dedicate all'alta velocità o a trafori internazionali la cui costruzione si prospettava particolarmente onerosa e non sopportabile dalle sole finanze pubbliche, sono state realizzate anche fra la fine del XX e l'inizio del XIX secolo con ricorso a capitali privati anche in Europa: è il caso ad esempio della galleria sotto la Manica, il cui gestore dell'infrastruttura è la società Eurotunnel o la linea Perpignano-Figueres, il cui il gestore è la società TP Ferro. Anche per la realizzazione della dorsale ad alta velocità italiana fu costituito un apposito soggetto, denominato TAV Spa, in seguito accorpato a Rete Ferroviaria Italiana; l'elenco dei gestori dell'infrastruttura di tale Paese è esemplificativo della presenza, in un medesimo territorio statale, di più gestori.